# Александар Аца Шишић
Александар Шишић (Обреновац, 17. август 1937. — Београд, 2. јул 2007), познатији као Аца Шишић, био је један од најпознатијих виолиниста свих времена и солиста Великог народног оркестра Радио Београда.

## Биографија
Александар је један од најзначајнијих српских етно уметника, каријеру је започео седамдесетих година прошлог века и који је на извесан начин дефинисао стил који је данас познатији као фолк музика. У исто време, он је један од ретких музичара чија интерпретација балансира између готово академске прецизности и импровизације својствене многим самоуким уметницима и, управо због тога, многи музички критичари сматрају га зачетником новог музичког стила, који уједињује савремене тенденције, класичну виолинистичку технику и мелодије српске народне музичке традиције.
Александар Шишић је на својој виолини изводио народну и циганску музику широм света. Његова музика и интерпретације народне музике Балкана пуне су енергије и живота и, управо због тога, био је радо виђен гост на неким од највећих светских музичких сцена. Овај виртуоз, легенда и истински мајстор виолине каријеру је почео тако што је, због немаштине, радницима на њиви свирао за џак пшенице, да би потом, без завршене школе, преко кафанских тезги и своје изненадне америчке авантуре, успео да освоји срца слушалаца у дворанама светских метропола. Аца Шишић је још средином 60-их година 20. века постао члан Оркестра народне музике Радио Београда, а овом ансамблу остао је веран све до краја своје професионалне каријере. Ипак, упоредо је градио и солистичку каријеру, а као резултат овог рада, иза себе је оставио и албум под називом "Магична виолина"... Поред овог албума, Александар Шишић је објавио и књигу у којој је, осим мноштва фотографија и занимљивих прича са концерата и гостовања широм света, садржан и комплетан нотни запис 76 нумера и кола, онако како их је сам аутор и забележио. Наиме, ту се налазе неки од највећих хитова које је изводио Александар Шишић, попут нумера "Свилен конац","Девојачка игра", Жикино коло", "Обреновчанка" и многих других. Занимљиво је да је књига написана двојезично, на српском и енглеском језику. Kњигу "Александар Шишић - виртуоз на виолини" са биографијом и нотним записима нашег највећег виолинисте објавила је Издавачка Кућа "Лицеј" из Београда.
Александар Аца Шишић је преминуо у Београду, у јулу 2007. године после краће и тешке болести, али је његова музика наставила да живи у срцима оних који су радо слушали његове интерпретације и свих љубитеља доброг извођења балканског народног мелоса.

## Занимљивости
- Иако су га често својатали припадници ромске националности, Аца је истицао да никада није знао ромски језик и у својој збирци коју је објавио пред смрт објаснио је своје корене.
- Током једног од многобројних наступа са Народним оркестром Радио Београда један човек из публике се попео на бину и почео да претреса Ацу тражећи "електрчне жице преко које свирају" у неверици да се виолона може свирати том брзином и прецизношћу људском руком.

## Дискографија
- 1969: Кола из Србије
- 1969: Нова кола
- 1972: Кола
- 1973: Нова кола 2
- 1975: Варница коло
- 1979: Кола 2
- 1980: Звечанско коло
- 1991: Незаборавна кола на виолини
- 2006: Александар Шишић ЦД1
- 2006: Александар Шишић ЦД2